# Corps des tribunaux administratifs et des cours administratives d'appel
Les membres du corps des magistrats des tribunaux administratifs et des cours administratives d'appel sont des magistrats bénéficiant d'un statut dérogatoire de la fonction publique de l'État. Ils sont donc à la fois magistrats et fonctionnaires et ont une double activité : contentieuse et administrative, cette dernière demeurant néanmoins marginale.

## Fonctions juridictionnelles
Les tribunaux administratifs, sont en premier ressort, sous réserve des compétences attribuées en premier et dernier ressort du Conseil d'État, juges de droit commun du contentieux administratif. Les tribunaux administratifs et les cours administratives d'appel connaissent d'une grande partie des litiges qui peuvent naître entre l'administration et les administrés. Par exemple : 
- recours contre une décision prise par une autorité administrative
- contestation fiscale ou électorale
- demande d'indemnités en réparation d'un dommage subi du fait d'un ouvrage public ou de travaux publics
- demande d'indemnités en réparation d'un dommage causé par une autorité administrative

## Fonctions administratives
Les juridictions dans lesquelles travaillent les conseillers de tribunal administratif et de cour administrative d'appel peuvent être appelées à rendre leur avis sur les questions qui leur sont soumises par les préfets des départements du ressort du tribunal.
Les magistrats peuvent également participer à des commissions administratives (commission départementale des impôts directs, de recensement des scrutins électoraux…).
Les tribunaux administratifs se prononcent également sur l'exercice, par les contribuables, des actions appartenant à certaines collectivités territoriales et à leurs établissements publics.

## Recrutement
Les membres du corps des magistrats des tribunaux administratifs et des cours administratives d’appel sont normalement recrutés par la voie de l'INSP. Ils sont également recrutés :
- par un concours dit de recrutement direct
- par détachement
- par le tour extérieur

### Recrutement direct
En 2013, le concours est modifié. Désormais, il y a un concours externe et un concours interne. On ne parle plus de recrutement « complémentaire » mais de recrutement « direct ».

#### Conditions
- Âge : la réforme 2013 a supprimé la condition d'âge. Avant la session 2013/2014, il fallait avoir au moins 25 ans au 31 décembre de l'année du concours.
- Diplôme exigé : un diplôme équivalent à celui nécessaire pour se présenter au concours d'entrée externe de l'INSP est requis, soit une licence.

#### Épreuves écrites d'admissibilité
- Étude d'un dossier de contentieux administratif (durée : 4 heures, coefficient 3).
- Épreuve de questions à réponse courtes portant sur des sujets juridiques, institutionnels ou administratifs (durée : 1 heure et demie, coefficient 1).
- Composition portant sur le droit constitutionnel ou administratif (durée : 4 heures, coefficient : 1) ; concours externe uniquement.
- Note administrative décrivant la solution à apporter à un cas pratique de nature administrative (durée : 4 heures, coefficient 1) ; concours interne uniquement.

#### Épreuve orale d'admission
- Interrogation portant sur un sujet de droit administratif, suivie de questions juridiques (durée : 30 minutes précédées de 30 minutes de préparation, coefficient 2).
- Entretien avec le jury portant sur le parcours et la motivation du candidat et ses centres d’intérêt, à partir d’une fiche individuelle de renseignements (durée : 20 minutes, coefficient 2).

## Carrière
Les candidats reçoivent une formation complémentaire statutaire de six mois au Conseil d’État.
Le corps est composé de trois grades : conseiller, premier conseiller et président.
La rémunération comprenant le traitement indiciaire et la part de rémunération fonctionnelle fixe pour un conseiller débute à 3 250 euros et pour un premier conseiller s'établit à 5 800 euros au dernier échelon de ce grade. S'ajoute à cette rémunération fixe une part variable, versée annuellement, dont le montant de référence est de 4 500 à 7 500 euros en fonction de l'ancienneté.

## Administration
Le corps est régi par le Conseil supérieur des tribunaux administratifs et des cours administratives d'appel, et dirigé par le secrétaire général des tribunaux administratifs et des cours administratives d'appel (qui est lui-même magistrat administratif) — Stéphanie Ghaleh-Marzban depuis 2024.